# David Oliver Joyce
David Oliver Joyce (* 12. Februar 1987 in Mullingar) ist ein irischer Profiboxer im Superbantamgewicht.

## Amateurkarriere
David Oliver Joyce entstammt einer irischen Boxerfamilie. Er ist ein Cousin der Boxer Joe Ward und John Joe Joyce, sowie Bruder des Boxers Hughie Joyce. David Oliver boxt seit 1995 und gehörte dem St. Michaels Boxing Club Athy an. Er gewann bereits 2003 eine Bronzemedaille im Bantamgewicht bei den Schüler-Europameisterschaften in Rom, als er im Halbfinale knapp gegen Paul Turcitu (17:17+) ausschied.
Bei den Weltmeisterschaften 2007 in Chicago unterlag er im ersten Kampf gegen Davi Sousa, gewann aber 2008 die EU-Meisterschaften in Władysławowo mit Siegen gegen Walentin Stoytschew, Hicham Ziouti und Mirsad Ahmeti. Bei den Europameisterschaften 2008 in Liverpool schlug er Joseph Murray, schied aber im Viertelfinale gegen Wassyl Lomatschenko aus. Bei der europäischen Olympiaqualifikation 2008 in Athen verlor er im Viertelfinale knapp gegen Bashir Hassan (17:19).
2009 gewann er erneut die EU-Meisterschaften in Odense mit Siegen gegen Dennis Ceylan, Iain Weaver, Michał Chudecki und Sandro Schaer. Er startete daraufhin bei den Weltmeisterschaften 2009 in Mailand, wo er Wuttichai Masuk besiegte, aber gegen Óscar Valdez scheiterte. Die Weltmeisterschaften 2011 in Baku beendete er mit einer knappen Achtelfinalniederlage gegen Jai Bhagwan (30:32).
2012 scheiterte er bei der europäischen Olympiaqualifikation in Trabzon gegen Evaldas Petrauskas im Viertelfinale, nachdem er zuvor Joseph Cordina und Artur Bril besiegt hatte. 2014 sicherte er sich erneut Gold bei den EU-Meisterschaften in Sofia, nachdem er sich erfolgreich gegen Mahmoud Khattab, Dawid Michelus, Edgaras Skurdelis und Otar Eranossian durchgesetzt hatte.
Ab 2014 nahm er am neugeschaffenen Turniermodus AIBA Pro Boxing (APB) teil und erreichte in der ersten Saison zwei Siege (Domenico Valentino, Artur Bril) und zwei Niederlagen (Berik Äbdirachmanow, Dmitri Poljanski). 2015/16 verlor er gegen Xurshid Tojiboyev, besiegte aber Robson Conceição.
2016 nahm er an der europäischen Olympiaqualifikation in Samsun teil. Er besiegte dabei Otar Eranossian und Wasgen Safarjanz, verlor im Halbfinale gegen Joseph Cordina, gewann aber den Kampf um den dritten Platz gegen Volkan Gökçek. Somit konnte er an den Olympischen Spielen 2016 in Rio de Janeiro teilnehmen und besiegte im ersten Duell Andrique Allisop, schied aber dann im Achtelfinale gegen Albert Selimow aus.
Darüber hinaus ist David Oliver Joyce Irischer Meister 2005 und 2006 im Bantamgewicht, 2007 und 2008 im Federgewicht, sowie 2014 und 2016 im Leichtgewicht. 2009, 2010, 2011 und 2012 wurde er Vizemeister.

## Profikarriere
Sein Profidebüt gewann er am 17. Juni 2017 in Belfast gegen Gábor Kovács. In seinem zehnten Kampf gewann er am 5. April 2019 die WBO-Europameisterschaft im Federgewicht. Im Oktober 2019 verlor er den Titel nach einer TKO-Niederlage an den Briten Leigh Wood.
Am 1. Februar 2020 gewann er erneut die WBO-Europameisterschaft, diesmal im Superbantamgewicht, durch einen TKO-Sieg gegen Lee Haskins. Im September 2020 verlor er den Titel durch TKO an den Rumänen Ionut Baluta.